# Кросби (Остров Мэн)
Кросби (англ. Crosby) — небольшой посёлок (village) в центре острова Мэн. Население — около 900 жителей. Кросби расположен на 6 километров западнее Дугласа. Через него протекает река Ду.

## Поселение
Кросби находится на середине главной дороги острова, шоссе А1, которое соединяет Дуглас и Пил.
В посёлке находится церква святого Руниуса. Её основание относят к XII столетию. Она была расширена в 1754 году, однако в 1854 была построена новая церковь и старая начала исполнять роль погребальной часовни. В 1959 году старая церква была реконструирована и снова введена в эксплуатацию. Также, в Кросби располагается часовня методистов, открытая в 1853 году.
Кросби имеет свою собственную железнодорожную станцию.